# 麻布

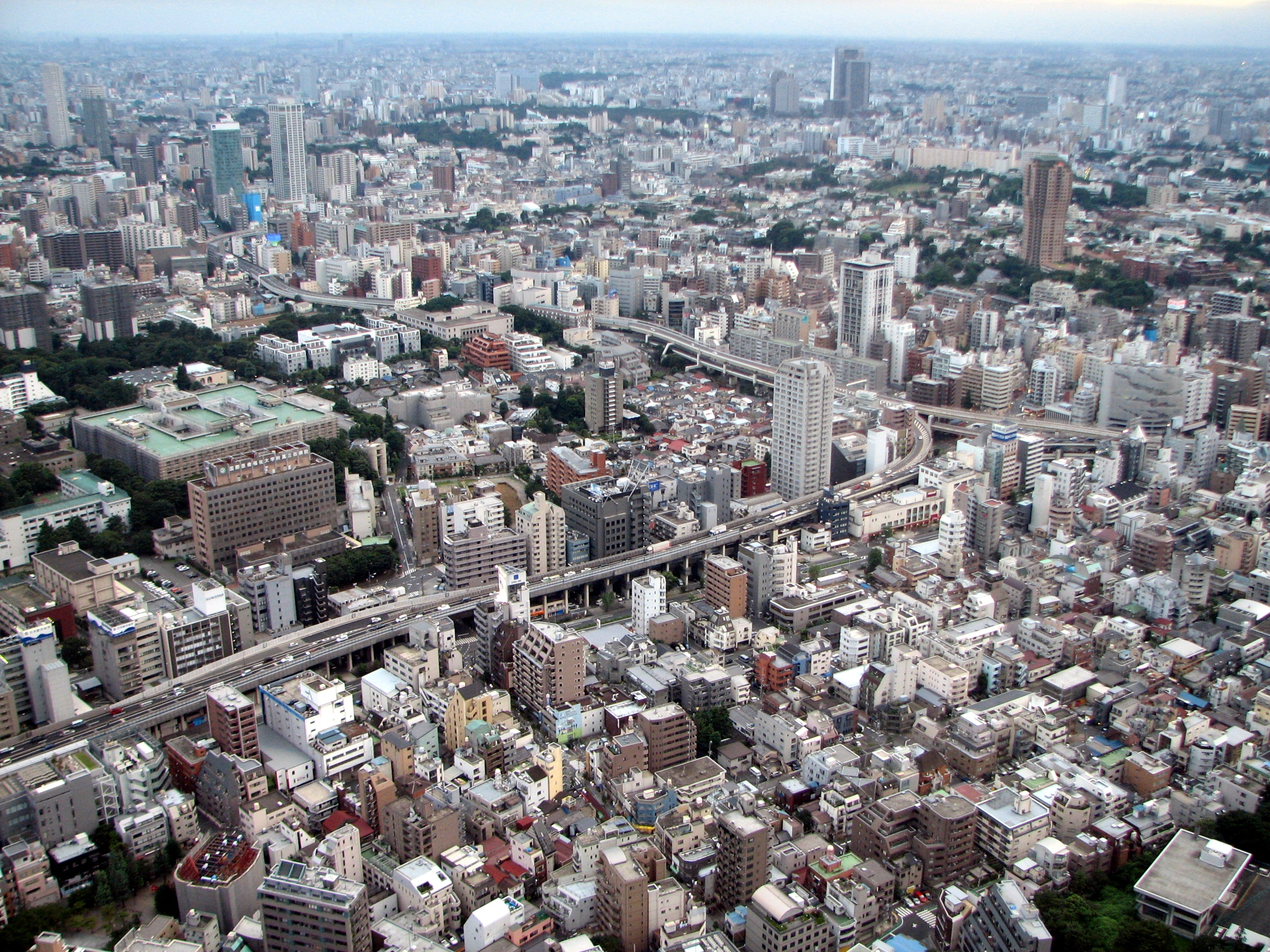
東京タワーからの麻布の景色

麻布（あざぶ）は、東京都港区の北東部の通称。町丁では東麻布、麻布狸穴町、麻布永坂町、麻布十番、南麻布、元麻布、西麻布、麻布台、六本木。旧麻布区全域にあたる。

## 概要
麻布は山の手の台地と谷地で起伏に富んだ土地である。麻布という字が当てられるようになったのは江戸時代の元禄期からといわれる。
青山から三田地域周辺まで広く包含する"麻布地域"一帯は、かねてより商店街から住宅地まで包含する地域であるが、なかでも高台に当たる地域は地価が高く高級住宅街とされている。低地側の幹線道路沿いには高層マンションが目立つ。麻布十番に居住するまたは働くきれいでかっこいい女性を指す「十番E女（ジュヴァーナ）」という造語が2006年頃に流行った。
地理的には麻布地域の縁を沿うように古川が流れており、この川によって山と谷、高台と低地が形成され起伏に富んだ坂道の多い地形である。
元々、麻布地域内の鉄道駅は六本木駅と広尾駅があるだけで、隣町に神谷町駅はあるものの鉄道でのアクセスは芳しくなかった。
2000年（平成12年）に、南北線・大江戸線が相次いで開業したことで、この一帯の交通アクセスは飛躍的に向上した。
なお、現在は高級住宅街である麻布と繁華街である六本木は区別されることもあるが、元来六本木のほとんどは麻布地区の一部であり麻布材木町や麻布龍土町といった町があった。そのため現在でも麻布と六本木は行政区分などの点で一体となっており、例えば六本木地区にある麻布警察署や麻布図書館などはその名残である。また、東麻布、西麻布、南麻布は存在するが北麻布は存在しない。

## 歴史

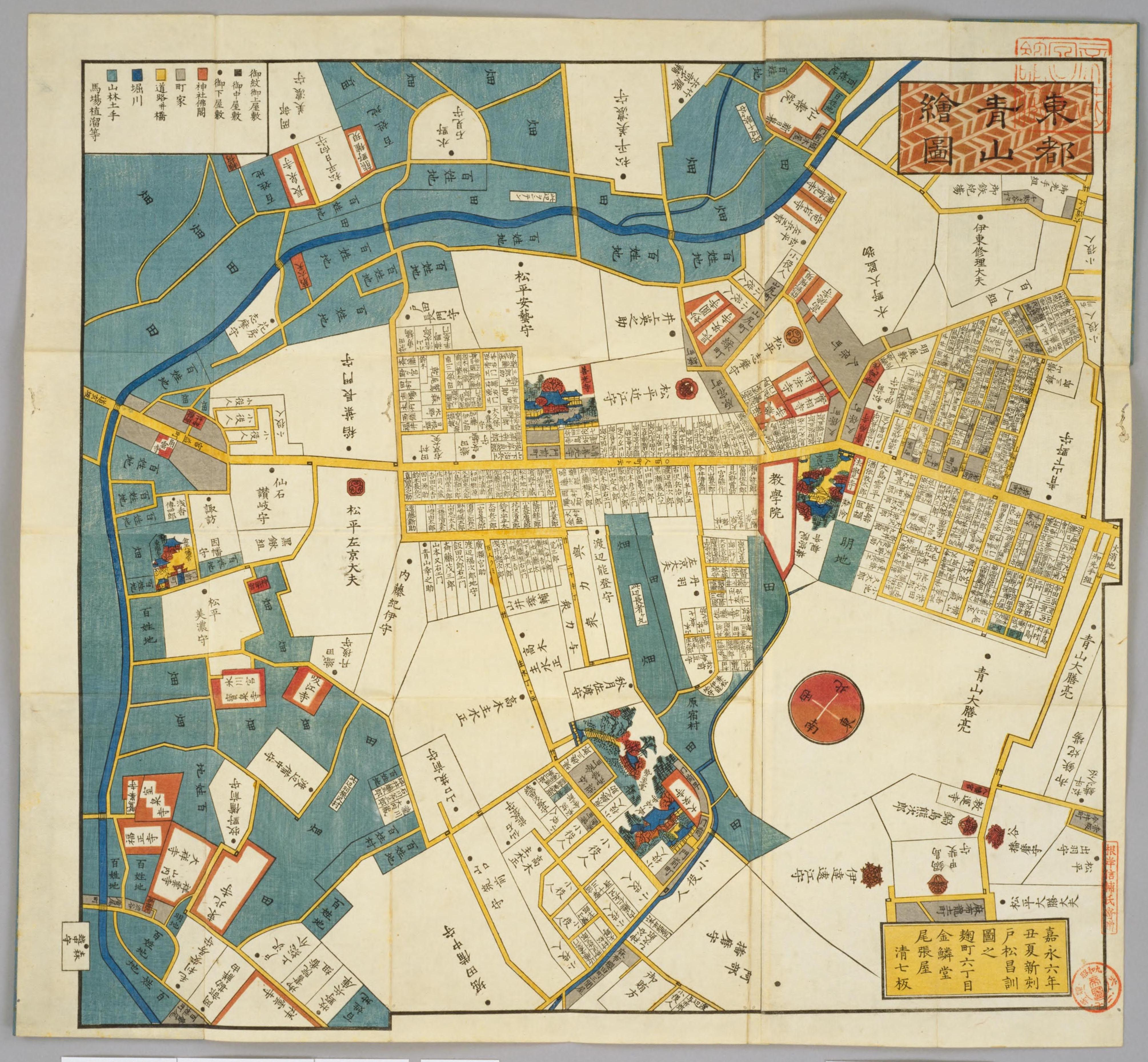
1853年の青山通り宮益坂上（左） - 青山2丁目（右）、麻布長谷寺（中央下）近辺。根岸信輔蔵。

麻布周辺には貝塚などが見られ縄文時代から人間が住んでいた。弥生時代には農業も行われていた。
712年には竹千代稲荷（現在の十番稲荷）が創建、824年には空海により麻布山善福寺が開基、939年には氷川神社が源経基により勧請される（1659年に現在の位置に移転）。
江戸時代初期までは農村や寺社の門前町であった。武家屋敷が建ち並ぶようになり、江戸の人口増加・拡大につれ都市化し代官支配から町方支配にうつる。馬場が1729年に芝から麻布に移転、十番馬場と呼ばれた。馬場移転に伴い馬市が立ち麻布十番は栄える。
1859年にアメリカ公使館が善福寺に置かれる。明治時代には古川が埋め立てられ鉄道馬車が通り工業化が進む。次第に台地の上は高級住宅街、低地には零細商工業といった分化がすすむ。大正時代には麻布十番を中心に花街や演芸場、映画館、デパートなどが造られ東京でも有数の盛り場となる。第二次世界大戦では空襲で大きな被害を受けるが、戦後に復興する。
1949年（昭和24年）に麻布十番温泉が開湯する。
1960年代に入り地下鉄日比谷線が開業し、六本木駅が設けられるものの、一方で麻布十番から新橋駅・渋谷駅などを結んでいた都電が廃止された。結果として六本木に客足が向かうことになり、近隣に居住の富裕層や外交官を対象とした商店や飲食業などが発展したものの、商業的な発達は限定的であった。2000年（平成12年）、南北線の開通に伴い麻布十番駅が開設され駅前商店街の奥には六本木ヒルズが完成するなどかつての殷賑を取り戻しつつある。現在の麻布は東京を代表する高級住宅街として知られ、芸能人・著名人・財界人など多くの富裕層が住んでいる。

### 麻布区
麻布区は、港区の前身（東京市の行政区）の1つである。1878年（明治11年）に郡区町村編制法が施行され、東京府域が15区6郡に区画分けされた際に発足した。その範囲は、今日「麻布」を名前に含む町すべて（麻布十番・麻布台・南麻布など8町）と六本木一丁目 - 六丁目の町域にほぼ一致する。
1947年（昭和22年）に港区が発足し、麻布区は消滅。この際、旧麻布区域のすべての町名には「麻布」を冠する町名に変更がなされたため（一例、「六本木町」を「麻布六本木町」に変更）、住居表示の実施による町名町域統合が行われるまで、麻布地区一帯には「麻布○○町」といった町名が41存在した。麻布永坂町に住む松山善三と麻布狸穴町に住む澤博士の両者の運動により、麻布永坂町と麻布狸穴町の地名だけが変わらず今日に残っている（ただし、両町とも約半分の面積に割譲）。
（名称の経緯が似ている、日本橋 (東京都中央区)・神田 (千代田区)も参照）

### 沿革
- 1878年（明治11年）

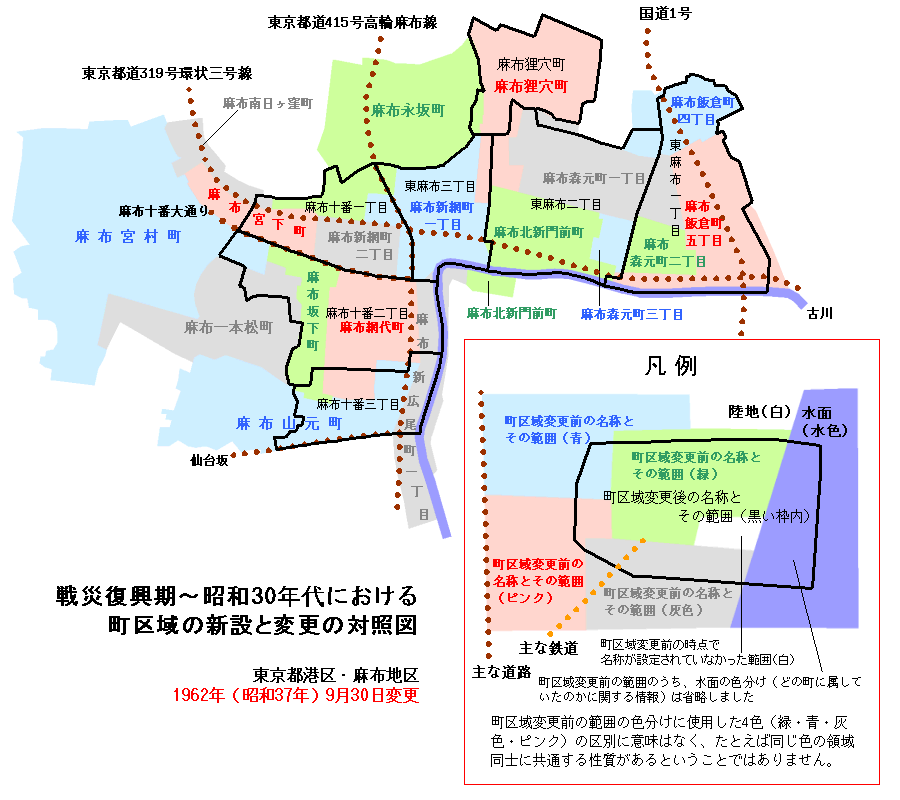
1962年、区画整理前後の町名と町区域の対照

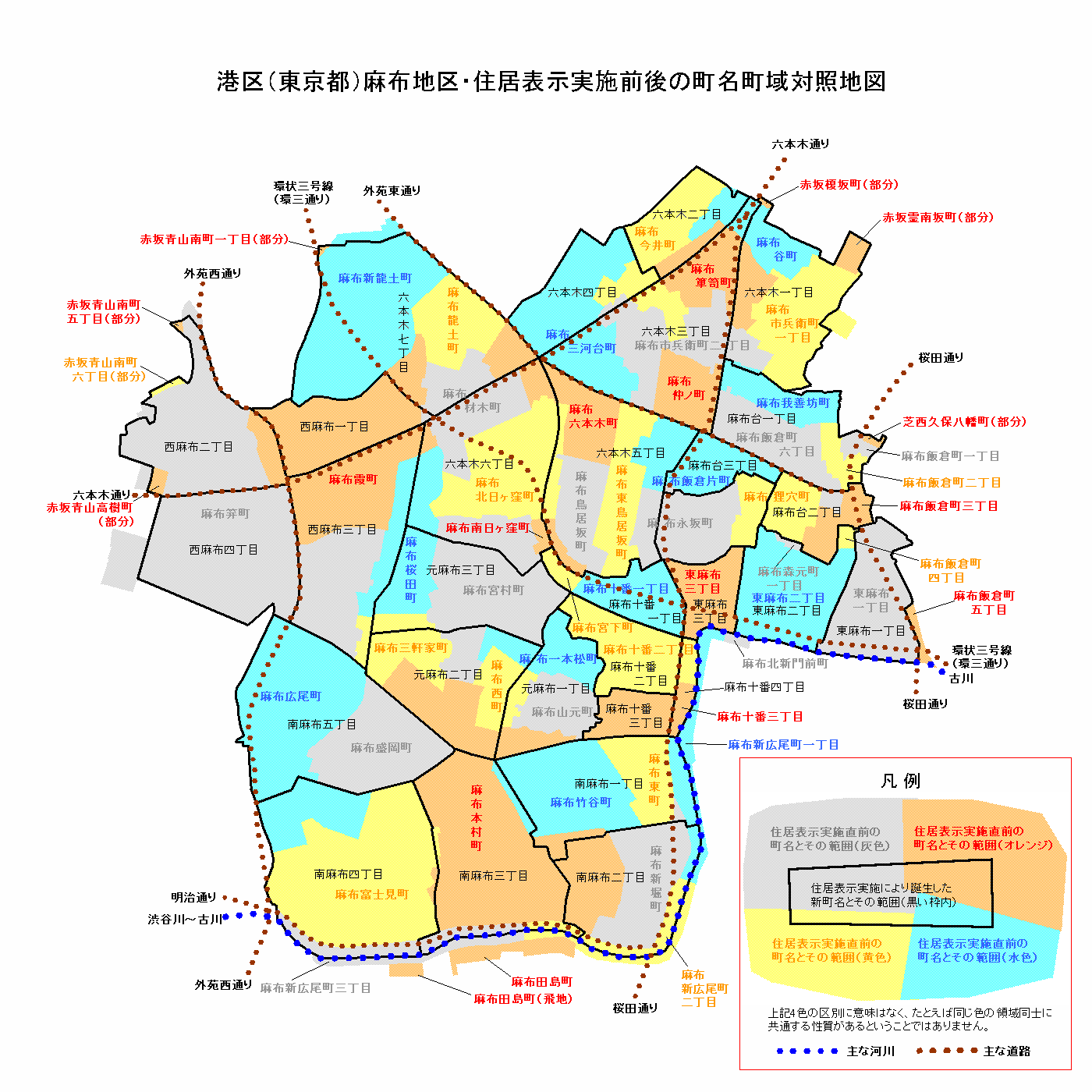
1966年以降、麻布地区（六本木地区を含む）における住居表示実施前後の町名と町区域の対照

  - 11月2日：郡区町村編制法施行により、東京15区の1つとして麻布区発足。
- 1889年（明治22年）
  - 5月1日：東京府内に市制・町村制が施行され、東京市発足。以降、麻布区は東京市の行政区となる。
- 1943年（昭和18年）
  - 7月1日：東京都制施行により、東京府と東京市は廃止され東京都が発足。以降、麻布区は東京都の行政区となる。
- 1947年（昭和22年）
  - 3月15日：芝区・麻布区・赤坂区の3区が合併し、港区発足。旧麻布区域の町名にすべて「麻布」を冠する。
  - 5月3日：地方自治法施行により、港区は特別区となる。
- 1962年（昭和37年）
  - 9月30日：区画整理・町名地番整理を施行。
- 1966年（昭和41年）
  - 4月1日：南麻布の住居表示を実施。
  - 7月1日：元麻布の住居表示を実施。
- 1967年（昭和42年）
  - 1月1日：西麻布の住居表示を実施。
- 1974年（昭和49年）
  - 1月1日：麻布台1・2丁目の住居表示を実施。
- 1976年（昭和51年）
  - 10月1日：麻布台3丁目の住居表示を実施。
- 1978年（昭和53年）
  - 9月1日：麻布十番の住居表示を実施。
- 1981年（昭和56年）
  - 4月1日：東麻布の住居表示を実施。

## 麻布地区

### 「麻布」を冠する町名
- 麻布十番（あざぶじゅうばん）
- 麻布台（あざぶだい）
- 麻布永坂町（あざぶながさかちょう）
- 麻布狸穴町（あざぶまみあなちょう）

- 西麻布（にしあざぶ）
- 東麻布（ひがしあざぶ）
- 南麻布（みなみあざぶ）
- 元麻布（もとあざぶ）

### 「麻布」を冠さない町名
- 六本木（ろっぽんぎ）

### 麻布総合支所
- 〒106-8515
- 住所：港区六本木5-16-45
- 代表：03-3583-4151

## 学校
- 若葉会幼稚園
- 麻布みこころ幼稚園
- 愛育幼稚園
- 麻布山幼稚園

- 港区立南山小学校・南山幼稚園
- 港区立麻布小学校・麻布幼稚園
- 港区立本村小学校・本村幼稚園
- 港区立東町小学校
- 港区立笄小学校

- 港区立高陵中学校

- 広尾学園中学校・高等学校（旧：順心女子学園中学校・高等学校）
- 麻布中学校・高等学校
- 東洋英和幼稚園・東洋英和女学院小学部・中学部・高等部・大学院・本部
- 東京都立六本木高等学校

- 西町インターナショナルスクール
- 東京インターナショナルスクール

- 自治大学校
- テンプル大学

## 建築物・観光名所など
- 麻布台ヒルズ
- 赤い靴の女の子・きみちゃん像 - 麻布十番にある。
- 元麻布ヒルズ
- 善福寺
- ディスコ マハラジャ
- 六本木ヒルズ
- 有栖川宮記念公園
- 東京都立中央図書館
- 統計数理研究所 - 2009年に立川市に移転。
- ナショナル麻布 - 広尾界隈（南麻布）にあるスーパーマーケット。
- 天現寺 - 広尾界隈天現寺橋付近にある。
- 日本経緯度原点
- アール・エフ・ラジオ日本東京支社
- 愛育病院
- 東京ローンテニスクラブ
- 麻布税務署
- 麻布消防署
- 東京アメリカンクラブ
- 富士フイルム西麻布ビル本社 - 高樹町交差点界隈にある。芦原義信設計。富士フイルムの旧本社ビル。
- 長谷寺 - 同上高樹町交差点界隈にある。

## 大使館
非常に多くの大使館が存在する地域である。
- アルゼンチン大使館
- イラン大使館
- ウクライナ大使館
- エクアドル大使館
- エルサルバドル大使館
- オーストリア大使館
- ガーナ大使館
- ギリシャ大使館
- グアテマラ大使館
- コスタリカ大使館
- ジャマイカ大使館
- スイス大使館
- スロバキア大使館
- 大韓民国大使館[3]
- 中華人民共和国大使館[4]
- ドイツ大使館
- ノルウェー大使館
- パキスタン大使館
- フィンランド大使館
- フランス大使館
- ホンジュラス大使館
- マダガスカル大使館
- ラオス大使館
- リトアニア大使館
- ルーマニア大使館
- ロシア大使館

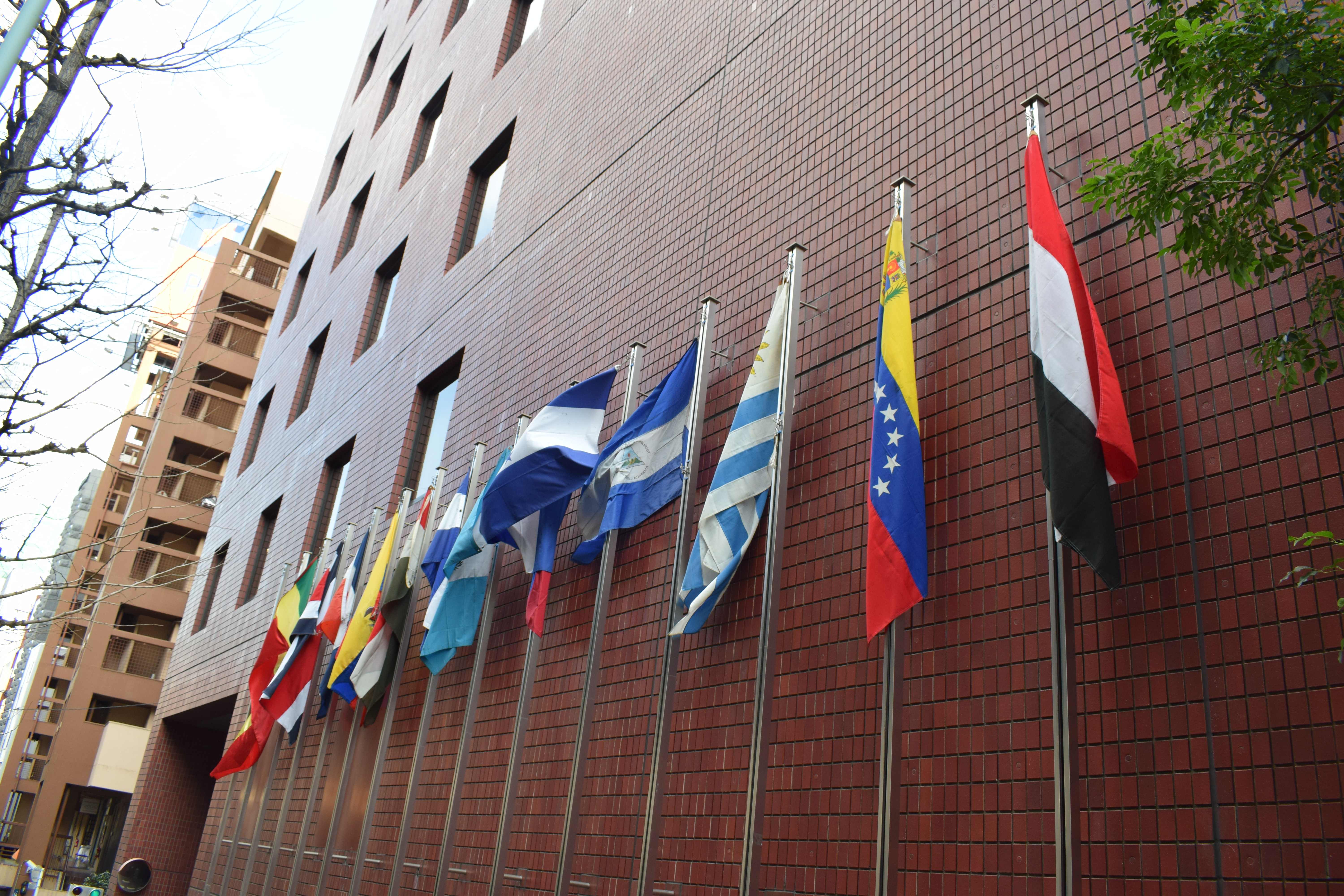
興和西麻布ビル（旧・第38興和ビル）には入居する各国大使館の国旗が掲揚されていた（2019年3月時点）

興和西麻布ビル（旧・第38興和ビル） - 西麻布に所在するビルで各国大使館等が入居していた。テナントは以下の通り（五十音順）。
- イエメン大使館 - 2023年、千代田区に移転
- ウルグアイ大使館 - 2023年、芝大門に移転
- エクアドル大使館 - 2022年、麻布台に移転
- エルサルバドル大使館 - 2022年、西麻布の別のビルに移転
- グアテマラ大使館 - 2022年、東麻布に移転
- コスタリカ大使館 - 2022年、六本木に移転
- ドミニカ共和国大使館 - 2022年、千代田区に移転
  -  ドミニカ共和国総領事館 - 2022年、麻布十番に移転
- ニカラグア大使館 - 2023年、新宿区に移転
  -  ニカラグア総領事館 - 2017年、閉鎖。2023年、新宿区に移転して再開
- ハイチ大使館 - 2023年、東麻布に移転
  -  ハイチ総領事館 - 2023年、閉鎖
- パナマ大使館 - 2016年、東麻布に移転。2022年、六本木に移転
- ベネズエラ大使館 - 2022年、中央区に移転
- ボリビア大使館 - 2023年、芝公園に移転
- ホンジュラス大使館 - 2022年、東麻布に移転

## ゆかりある人物
主な出身者
- 麻生武治
- 青山二郎
- 石橋湛山（元首相）
- 糸川英夫（ロケット工学者）
- 井上順（タレント、ミュージシャン）
- 入江相政（侍従長）
- 上田貞次郎
- 熊倉一雄
- 香淳皇后（皇族）
- 西郷寅太郎（西郷隆盛の子）
- 篠田三郎（俳優）
- 鈴木竹雄（商法学者）
- 鈴木麻里子 - 小学校卒業まで麻布界隈に居住
- 隅谷三喜男
- 高見順（作家） - 生後翌年から麻布飯倉町育ち
- 田中壱征（映画監督・脚本家）元麻布
- デヴィ・スカルノ
- 轟夕起子
- 南部陽一郎
- 西竹一（軍人、バロン西）
- 旗照夫（ジャズ歌手）
- 牧口雄二
- 松本隆（作詞家） - 当人曰く「青山・麻布」出身
- 真野響子（女優）
- 柳原白蓮
- 山口瞳（作家）
- 山本丘人
- 湯川秀樹
- 渡辺美佐子（女優）

主な居住者
- 三井八郎右衛門高棟（実業家） - 麻布今井町（現六本木）・麻布笄町（現西麻布）
- 廣田弘毅（元首相） - 麻布笄町
- 小林中（実業家） - 麻布北新門前町（現東麻布2丁目）
- 松本重雄（日銀理事） - 麻布笄町
- 向田邦子（脚本家・作家） - 終戦後、実践女子専門学校に通うため麻布市兵衛町（現六本木）の祖父母宅に下宿。
- 与謝野馨（政治家）
- 堤義明（実業家） - 西麻布
- 猪瀬直樹（作家、元都知事） - 西麻布

架空の人物
- 沖田五郎（三浦友和演ずる西部警察の登場人物） - 麻布桜田町（現在の西麻布3丁目界隈）に生まれ居住していた沖田総司が名前の由来。

## 舞台となっている作品
- 芭蕉の句「うぐいすを 尋ね尋ねて 麻布かな」
- 美少女戦士セーラームーン
- 火星兵団 - 蟻田博士の研究所がある。
- サントリー・サタデー・ウェイティング・バー
- 雨の西麻布 - とんねるずのシングル曲
- リトルバスターズ! - 劇中における「街」の背景
- 若大将シリーズ - 若大将の自宅であるすき焼き屋「田能久」所在地（古澤憲吾監督作品を除く）は、現在麻布台ヒルズA街区のある場所の向かいになる。
- 西麻布水道曲 - ポップンミュージック15で登場したサイモンマンの曲。「パーカッシヴ2」
- 暗闇坂むささび変化 - はっぴいえんど「風街ろまん」収録曲
- AZABU - 矢沢永吉「この夜のどこかで」収録曲
- 麻布雑記 - 永井荷風の随筆
- 十番雑記 - 岡本綺堂「綺堂むかし語り」収録の随筆
- 金魚撩乱 - 岡本太郎の母、岡本かの子の小説
- 麻布新堀竹谷町 - 山口瞳の長男、山口正介の小説
- 霞町物語 - 浅田次郎の小説
- 鬼平犯科帳 - 池波正太郎の小説。麻布ねずみ坂・麻布暗闇坂・麻布一本松など
- 麻布の少年 - 暗闇坂瞬の小説
- 大正野球娘。
- 電音部

## 祭り
- 麻布十番納涼祭り

## かつて存在した施設
- 第一勧業銀行飯倉支店（→デニーズ）
- 旧日本陸軍歩兵第三連隊（麻布三連隊）
- 麻布鳥居坂警察署（現・麻布警察署）
- 永井荷風居宅（偏奇館）
- 麻布大学 - 南麻布にあったが1947年に神奈川県に移転。また麻布中学校・高等学校とは無関係。
- 無線電信講習所 - 1918年12月8日に東京市麻布区飯倉町に開設されたが、2年後には東京府荏原郡目黒村へ移転している。
- 東京市立光明学校（現・東京都立光明特別支援学校 - 1932年に日本初の公立肢体不自由児学校として新堀町（いまの南麻布二丁目）に開校。戦時疎開で世田谷区の現在地に移転後も分教場として存続していた。
- 麻布十番温泉
- 統計数理研究所
- 水交社
- 日本郵政グループ飯倉ビル（麻布台ヒルズ郵便局旧局舎） - 2019年解体。跡地には麻布台ヒルズ森JPタワーが建っている。